# Brachyleptura champlaini
Brachyleptura champlaini là một loài bọ cánh cứng trong họ Cerambycidae.